# Cariniana
Cariniana é um género de planta lenhosa (árvore), muitas das quais conhecidas como jequitibás, da família Lecythidaceae.
A espécie tipo, descrita por Casaretto no Rio de Janeiro em 1842 como Cariniana brasiliensis, é a Cariniana legalis Mart. (jequitibá-rosa).
Este género contém as seguintes espécies:
- Cariniana decandra Ducke
- Cariniana domestica (Mart.) Miers
- Cariniana estrellensis (Raddi) Kuntze: jequitibá-branco
- Cariniana ianeirensis R. Knuth
- Cariniana integrifolia Ducke
- Cariniana kuhlmannii Ducke
- Cariniana legalis (Mart.) Kuntze: jequitibá-rosa
- Cariniana micrantha Ducke: castanha-de-macaco, tauari
- Cariniana multiflora Ducke
- Cariniana pachyantha A.C.Smith
- Cariniana parvifolia S.A. Mori, Prance & Menandro: jequitibá-cravinho
- Cariniana pauciramosa W. Rodrigues
- Cariniana penduliflora Prance
- Cariniana pyriformis Miers
- Cariniana rubra Gardner ex Miers: jequitibá-vermelho
- Cariniana uaupensis (Spruce ex O. Berg) Miers